# 露の慎悟
露の 慎悟（つゆの しんご、1949年1月21日 - 2018年2月21日）は、兵庫県宝塚市出身の落語家。本名は紺井 重一。
吉本所属。師匠の五郎が吉本を抜けた後もしばらくは吉本だったが競艇の仕事をメインにするためフリーになる。繁昌亭が出来たころから再び落語を演じる機会が増え、他門の若手に稽古を付けたりもしていた。上方落語協会会員。

## 来歴
兵庫県立宝塚高等学校卒業で、桂小枝は後輩に当たる。1967年3月、2代目桂小春団治（後の2代目露の五郎兵衛）に入門、「桂団平」を名乗る。翌年、師匠が露の五郎を襲名したことにより「露の団平」と改名、さらに「露の新五」となり1983年に現在の芸名となる。
露の五郎兵衛門下の二番弟子だが、兄弟子が「立花家千橘」を名乗っており、「露の」の屋号を持つ噺家としては最古参である。出囃子は「堀江の盆踊り」。
持ちネタは『商売根問』『鳥屋坊主』『世帯念仏』『逐虎伝』『二番煎じ』など師匠譲りのものが多い。
2018年2月21日、肺炎のため、大阪市内の病院で死去。69歳没。

## ボートの慎悟
古くから住之江競艇をホームグラウンドとして、競艇中継のパーソナリティーやレポーター、また競艇場のイベントの司会として活躍している。かつて地上波放送でSG競走準優勝戦・優勝戦の展望番組が放送されていたころには、出場する選手へのインタビュアーを務めていた。
住之江競艇で放送されているミニFM「FM住之江」（住之江競艇公式サイトのインターネットライブで視聴可）のパーソナリティー、および優勝戦出場選手の公開インタビューの司会を行っていた。また、西日本を中心に各地の競艇場で行われるイベントやトークショーの司会も行っていた。